# Асгар Фархаді
Асга́р Фархаді́ (перс. اصغر فرهادی; нар. 7 травня 1972, Хомейнішехр, провінція Ісфахан, Іран) — іранський кінорежисер і сценарист. Лауреат премій «Золотий ведмідь» (2011), «Золотий глобус» (2012) і «Оскар» (2012), номінант на премію BAFTA (2012) . 

## Біографія
Асгар Фархаді народився 7 травня 1972 року в невеликому місті Хомейнішехр, що в провінції Ісфахан в Іран. У 1996 році закінчив Тегеранський і університет Тарбіат Модарес. Перед дебютом в повнометражному кіно, Фархаді знімав короткометражні фільми на 8-мм і 16-мм плівку, які відправляв в «Іранське товариство молодих кінематографістів». Працював на радіокомпанію «Голос Ісламської Республіки Іран», спільно з Ебрахімом Хатамікією написав сценарій для драми «На низькій висоті».
У 2003 році Фархаді зняв свій перший повнометражний фільм — драму «Танцюючи в пилі», що отримала призи на кількох престижних фестивалях, у тому числі на ММКФ («Святий Георгій» за найкращу чоловічу роль — Фарамаз Гарібян). Така ж ситуація повторилася і з наступним фільмом Фархаді — «Чарівним містом» — який був не занадто успішний, але отримав декілька нагород.
Набагато більшої слави здобули останні проекти Фархади — драми «Про Еллі» і «Надер і Симін: Розлучення». За режисуру першої Асгар Фархаді став володарем «Срібного ведмедя »за найкращу режисерську роботу на Берлінському кінофестивалі і отримав позитивні відгуки від кінокритиків. Друга стрічка стала найбільше прославленою в кар'єрі Фархаді і принесла йому статуетки премій «Золотий глобус» і «Оскар» та номінацію на Премію BAFTA.
19 грудня 2011 року директор Берлінського кінофестивалю Дітер Косслік оголосив про те, що Асгар Фархаді увійде до складу членів журі 62-го Берлінського міжнародного кінофестивалю.
У 2013 році Фархаді поставив першу в своїй кар'єрі стрічку іноземною мовою — драму «Минуле», з тріумфом зустрінуту на 66-му Каннському кінофестивалі і удостоєну там двох призів: екуменічного журі і за найкращу жіночу роль француженці Береніс Бежо.
Фільм Асгара Фархаді 2016 року «Комівояжер» брав участь в головній конкурсній програмі 69-го Каннського міжнародного кінофестивалю, змагаючись за «Золоту пальмову гілку». Фархаді отримав приз фестивалю за найкращий сценарій, а виконавець головної ролі Шахаб Хоссейні — Приз за найкращу чоловічу роль.
Психологічний фільм-трилер Фархаді 2018 року «Усі знають» з Пенелопою Крус і Хав'єром Бардемом у головних ролях був обраний фільмом відкриття 71-го Каннського міжнародного кінофестивалю.

## Фільмографія
| Рік  | Назва українською         | Оригінальна назва   | Режисер | Сценарист | Продюсер |
| ---- | ------------------------- | ------------------- | ------- | --------- | -------- |
| 2003 | Танцюючи в пилі           | رقص در غبار         | Так     | Так       |          |
| 2004 | Чарівне місто             | شهر زیب             | Так     | Так       |          |
| 2006 | Середа феєрверків         | چهارشنبه سوری       | Так     | Так       |          |
| 2009 | Про Еллі                  | درباره الی          | Так     | Так       | Так      |
| 2011 | Надер і Симін: Розлучення | جدایی نادر از سیمین | Так     | Так       | Так      |
| 2013 | Минуле                    | Le Passe            | Так     | Так       |          |
| 2016 | Комівояжер                | فروشنده             | Так     | Так       |          |
| 2018 | Усі знають                | Todos Lo Saben      | Так     | Так       |          |
| 2021 | Герой                     | قهرمان              | Так     | Так       | Так      |

## Визнання
| Рік                                                           | Категорія                                          | Фільм                     | Результат |
| ------------------------------------------------------------- | -------------------------------------------------- | ------------------------- | --------- |
| Тегеранський міжнародний кінофестиваль «Фаджр»                |                                                    |                           |           |
| 2003                                                          | Спеціальний приз журі за найкращий фільм           | Танцюючи в пилі           | Перемога  |
| 2006                                                          | Кришталевий Сімург найкращому режисерові           | Середа феєрверків         | Перемога  |
| 2009                                                          | Кришталевий Сімург найкращому режисерові           | Про Еллі                  | Перемога  |
| 2009                                                          | Приз глядацьких симпатій за найкращий фільм        | Про Еллі                  | Перемога  |
| 2011                                                          | Приз глядацьких симпатій за найкращий фільм        | Надер і Симін: Розлучення | Перемога  |
| 2011                                                          | Кришталевий Сімург найкращому режисерові           | Надер і Симін: Розлучення | Номінація |
| 1900                                                          | Кришталевий Сімург за найкращий сценарій           | Надер і Симін: Розлучення | Номінація |
| Азійсько-Тихоокеанський кінофестиваль                         |                                                    |                           |           |
| 2003                                                          | Найкращий режисер                                  | Танцюючи в пилі           | Перемога  |
| 2003                                                          | Найкращий сценарій                                 | Танцюючи в пилі           | Перемога  |
| 2009                                                          | Спеціальний приз журі                              | Про Еллі                  | Номінація |
| 2009                                                          | Найкращий сценарій                                 | Про Еллі                  | Перемога  |
| Варшавський міжнародний кінофестиваль                         |                                                    |                           |           |
| 2004                                                          | Гран-прі за найкращий фільм                        | Надер і Симін: Розлучення | Перемога  |
| Міжнародний кінофестиваль перших фільмів в Анноні             |                                                    |                           |           |
| 2004                                                          | Гран-прі журі                                      | Танцюючи в пилі           | Номінація |
| 2004                                                          | Спеціальний приз журі                              | Танцюючи в пилі           | Перемога  |
| Індійський міжнародний кінофестиваль                          |                                                    |                           |           |
| 2004                                                          | Приз Золотий павич за найкращий фільм              | Чарівне місто             | Перемога  |
| 2011                                                          | Срібний павич найкращому режисерові                | Надер і Симін: Розлучення | Перемога  |
| Сплітський міжнародний кінофестиваль нових фільмів (Хорватія) |                                                    |                           |           |
| 2005                                                          | Приз ФІПРЕССІ                                      | Чарівне місто             | Перемога  |
| Міжнародний кінофестиваль у Чикаго                            |                                                    |                           |           |
| 2006                                                          | Гран-прі Золотий Г'юго за найкращий художній фільм | Середа феєрверків         | Перемога  |
| 2009                                                          | Гран-прі Золотий Г'юго за найкращий художній фільм | Про Еллі                  | Номінація |
| Міжнародний кінофестиваль в Кералі (Індія)                    |                                                    |                           |           |
| 2006                                                          | Золотий фазан за найкращий фільм                   | Середа феєрверків         | Номінація |
| 2006                                                          | Срібний фазан найкращому режисерові                | Середа феєрверків         | Перемога  |
| 2009                                                          | Золотий фазан за найкращий фільм                   | Про Еллі                  | Перемога  |
| Міжнародний кінофестиваль у Локарно                           |                                                    |                           |           |
| 2006                                                          | Золотий леопард                                    | Середа феєрверків         | Номінація |
| 2006                                                          | Приз молодіжного журі                              | Середа феєрверків         | 2-е місце |
| Кінофестиваль трьох континентів в Нанті                       |                                                    |                           |           |
| 2006                                                          | Золотий Монгольф'є за найкращий фільм              | Середа феєрверків         | Номінація |
| 2006                                                          | Спеціальний приз журі                              | Середа феєрверків         | Перемога  |
| Кінопремія Азійсько-тихоокеанського регіону (APSA)            |                                                    |                           |           |
| 2009                                                          | Найкращий фільм                                    | Про Еллі                  | Номінація |
| 2009                                                          | Премія за досягнення в режисурі                    | Про Еллі                  | Номінація |
| 2009                                                          | Гран-прі журі                                      | Про Еллі                  | Перемога  |
| 2009                                                          | Найкращий сценарій                                 | Про Еллі                  | Перемога  |
| 2011                                                          | Найкращий фільм                                    | Надер і Симін: Розлучення | Перемога  |
| 2011                                                          | Премія за досягнення в режисурі                    | Надер і Симін: Розлучення | Номінація |
| 2011                                                          | Найкращий сценарій                                 | Надер і Симін: Розлучення | Номінація |
| 2013                                                          | Найкращий сценарій                                 | Минуле                    | Номінація |
| Берлінський міжнародний кінофестиваль                         |                                                    |                           |           |
| 2009                                                          | Золотий ведмідь                                    | Про Еллі                  | Номінація |
| 2009                                                          | Срібний ведмідь за найкращу режисуру               | Про Еллі                  | Перемога  |
| 2011                                                          | Золотий ведмідь                                    | Надер і Симін: Розлучення | Перемога  |
| 2011                                                          | Приз екуменічного журі                             | Надер і Симін: Розлучення | Перемога  |
| 2011                                                          | Приз журі читачів Berliner Morgenpost              | Надер і Симін: Розлучення | Перемога  |
| Кінофестиваль Трайбека                                        |                                                    |                           |           |
| 2009                                                          | Найкращий художній фільм                           | Про Еллі                  | Перемога  |
| Віденський кінофестиваль (Вієннале)                           |                                                    |                           |           |
| 2009                                                          | Приз журі читачів Standard                         | Про Еллі                  | Перемога  |
| Азійська кінопремія                                           |                                                    |                           |           |
| 2010                                                          | Найкращий режисер                                  | Про Еллі                  | Номінація |
| 2010                                                          | Найкращий сценарій                                 | Про Еллі                  | Номінація |
| 2012                                                          | Найкращий режисер                                  | Надер і Симін: Розлучення | Перемога  |
| 2012                                                          | Найкращий сценарій                                 | Надер і Симін: Розлучення | Перемога  |
| Кінофестиваль в Абу-Дабі                                      |                                                    |                           |           |
| 2011                                                          | Приз Чорна перлина за найкращий художній фільм     | Надер і Симін: Розлучення | Номінація |
| 2011                                                          | Спеціальний приз журі                              | Надер і Симін: Розлучення | Перемога  |
| Премія «Оскар»                                                |                                                    |                           |           |
| 2012                                                          | Найкращий фільми іноземною мовою                   | Надер і Симін: Розлучення | Перемога  |
| 2012                                                          | Найкращий оригінальний сценарій                    | Надер і Симін: Розлучення | Номінація |
| Премія BAFTA                                                  |                                                    |                           |           |
| 2012                                                          | Найкращий неангломовний фільм                      | Надер і Симін: Розлучення | Номінація |
| Премія «Боділ»                                                |                                                    |                           |           |
| 2012                                                          | Найкращий не американський фільм                   | Надер і Симін: Розлучення | Перемога  |
| 2015                                                          | Найкращий не американський фільм                   | Минуле                    | Номінація |
| Премія товариства незалежного кіно Chlotrudis                 |                                                    |                           |           |
| 2012                                                          | Найкращий режисер                                  | Надер і Симін: Розлучення | Перемога  |
| 2015                                                          | Найкращий режисер                                  | Минуле                    | Номінація |
| 2015                                                          | Найкращий оригінальний сценарій                    | Минуле                    | Номінація |
| Премія «Сезар»                                                |                                                    |                           |           |
| 2012                                                          | Найкращий фільм іноземною мовою                    | Надер і Симін: Розлучення | Перемога  |
| 2014                                                          | Найкращий фільм                                    | Минуле                    | Номінація |
| 2014                                                          | Найкращий режисер                                  | Минуле                    | Номінація |
| 2014                                                          | Найкращий оригінальний сценарій                    | Минуле                    | Номінація |
| Премія Давид ді Донателло                                     |                                                    |                           |           |
| 2012                                                          | Найкращий іноземний фільм                          | Надер і Симін: Розлучення | Перемога  |
| Премія «Незалежний дух»                                       |                                                    |                           |           |
| 2012                                                          | Найкращий міжнародний фільм                        | Надер і Симін: Розлучення | Перемога  |
| Лондонське коло кінокритиків                                  |                                                    |                           |           |
| 2012                                                          | Режисер року                                       | Надер і Симін: Розлучення | Номінація |
| 2012                                                          | Сценарист року                                     | Надер і Симін: Розлучення | Перемога  |
| Національна спілка кінокритиків США                           |                                                    |                           |           |
| 2012                                                          | Найкращий сценарій                                 | Надер і Симін: Розлучення | Перемога  |
| Каннський міжнародний кінофестиваль                           |                                                    |                           |           |
| 2013                                                          | Золота пальмова гілка                              | Минуле                    | Номінація |
| 2013                                                          | Приз екуменічного журі                             | Минуле                    | Перемога  |
| 2016                                                          | Золота пальмова гілка                              | Комівояжер                | Номінація |
| 2016                                                          | Найкращий сценарій                                 | Комівояжер                | Перемога  |
| Приз Луї Деллюка                                              |                                                    |                           |           |
| 2013                                                          | Найкращий фільм                                    | Минуле                    | Номінація |
| Премія «Люм'єр»                                               |                                                    |                           |           |
| 2014                                                          | Найкращий сценарій                                 | Минуле                    | Номінація |